# 塞特索
塞特索（法語：Sept-Saulx，法語發音：[sɛt so]）是法国马恩省的一个市镇，位于该省北部，属于兰斯区。

## 地名
该地9世纪时名为“Septem Salices”。
“Sept”在法语中意为“七”，而“Saulx”与现代法语单词“saule”同源，意为“柳”，故该市镇名意为“七柳”，市镇纹章上的七棵柳树也说明了这一点。

## 地理
塞特索（49°8'57"N, 4°15'12"E）面积18.3 平方千米，位于法国大東部大區马恩省，该省份为法国东北部内陆省份，北起阿登省，西北接埃纳省，西南接塞纳-马恩省，南至奥布省，东南接上马恩省，东临默兹省。
与塞特索接壤的市镇（或旧市镇、城区）包括：普罗讷、巴科讷、大比利、利夫里-卢韦尔西、小穆尔默隆、莱珀蒂特洛日、瓦勒德韦勒。
塞特索的时区为UTC+01:00、UTC+02:00（夏令时）。

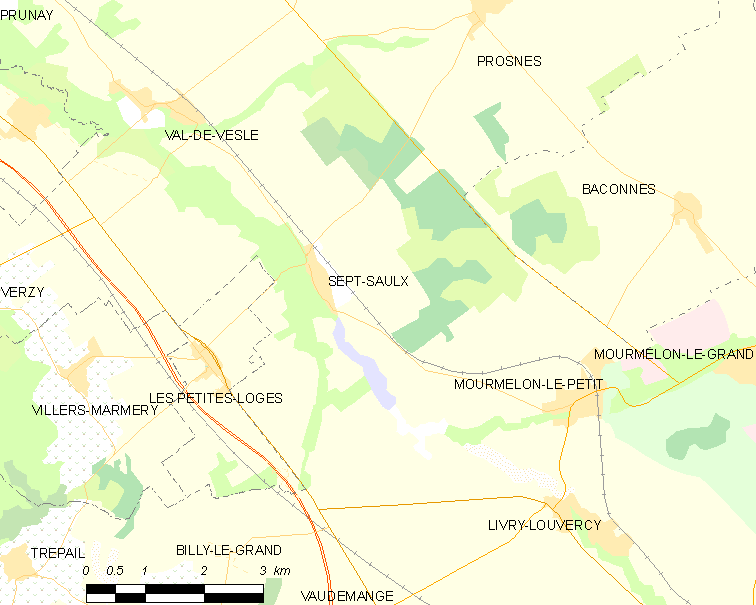
塞特索的OSM定位图

## 行政
塞特索的邮政编码为51400，INSEE市镇编码为51530。

## 政治
塞特索所属的省级选区为穆尔默隆-韦勒-香槟山县。

## 交通
马恩省省道D8线和D37线在镇中心交汇。兰斯—香槟沙隆一线的铁路经过境内并设站。

## 人口

1962-2008年间塞特索人口变化图示

塞特索于2022年1月1日时的人口数量为689人。